# Теорема о проекциях
Теорема о проекциях (См. с. 51, ф. (1.11—4))
для остроугольного треугольника)записывается в виде:
{\displaystyle c=a\cos \beta +b\cos \alpha ;\ a=b\cos \gamma +c\cos \beta ;\ b=c\cos \alpha +a\cos \gamma }
или в других обозначениях:
{\displaystyle a=b\cos C+c\cos B,\quad b=c\cos A+a\cos C,\quad c=a\cos B+b\cos A.}
Из теоремы о проекциях следует то, что высота, опущенная, например, из вершины {\displaystyle C}, делит противоположную ей сторону {\displaystyle c} на две части {\displaystyle a\cos \beta } и {\displaystyle b\cos \alpha }, считая от вершины {\displaystyle A} к {\displaystyle B}.

## Применение
Теорема о проекциях наряду с другими теоремами используется при решении треугольников.